# Palm IIIe
Palm IIIe — Представитель линейки КПК Palm III* от Palm (тогда ещё 3Com). Работает на основе 3.1 версии Palm OS. Вышел в свет в 1999 году.
В отличие от более раннего Palm III, был оснащён несколько более мощным процессором Motorola Dragonball EZ и более контрастным экраном, однако использованная вместо Flash микросхема ПЗУ не обладала возможностью перезаписи, что сделало невозможным обновление операционной системы.
Как следствие, в настоящее время актуален даже менее чем предыдущая версия, тем не менее, высокая чёткость и контрастность экрана, в сочетании с 40 часами работы от пары стандартных батареек ААА, делают его вполне пригодным для использования в качестве простой «читалки» электронных книг.